# Puccinellia howellii
Puccinellia howellii är en gräsart som beskrevs av J.I.Davis. Puccinellia howellii ingår i släktet saltgrässläktet, och familjen gräs. Inga underarter finns listade i Catalogue of Life.